# US-amerikanische Badmintonmeisterschaft 1974
Die US-amerikanische Badmintonmeisterschaft 1974 fand vom 11. bis zum 14. April 1974 in Hayward statt. Es war die 34. Auflage der nationalen Titelkämpfe im Badminton in den USA.

## Titelträger
| Disziplin    | Sieger                     |
| ------------ | -------------------------- |
| Herreneinzel | Chris Kinard               |
| Dameneinzel  | Cindy Baker                |
| Herrendoppel | Don Paup Jim Poole         |
| Damendoppel  | Pam Brady Diane Hales      |
| Mixed        | Mike Walker Judianne Kelly |